# Megadendromus nikolausi
Megadendromus nikolausi là một loài động vật có vú trong họ Nesomyidae, bộ Gặm nhấm. Loài này được Dieterlen & Rupp mô tả năm 1978.